# Le Maître de Ballantrae
Le Maître de Ballantrae (The Master of Ballantrae) est un roman d'aventures de l'écrivain écossais Robert Louis Stevenson.
L'auteur commence à l’écrire dans les Adirondacks, durant l’hiver 1887, alors qu’il vient de relire The Phantom Ship de Frederick Marryat, écrivain de la mer, des conflits familiaux et du statut social. Le récit paraît tout d'abord dans la revue américaine Scribner's Magazine, sous forme d'un feuilleton en douze épisodes, de novembre 1888 à octobre 1889. La publication de l'œuvre en volumes, sous le titre The Master of Ballantrae: A Winter's Tale (« Le Maître de Ballantrae : un conte d'hiver »), a lieu le 20 septembre 1889.

## Résumé
En Écosse, au XVIIIe siècle, au manoir des Durrisdeer, vivent les deux frères Durie : James, le Maître de Ballantrae, l'aîné de la famille, est un libertin calculateur, ambitieux, immoral, mais charismatique et respecté ; Henry, le cadet, est quant à lui modéré, plus vertueux, mais injustement mal-aimé.
En 1745, le pays est plongé dans une guerre civile opposant les jacobites, partisans du prétendant Jacques François Stuart, à l’armée du roi en place, George II. Par opportunisme, James souhaite soutenir la cause des rebelles, malgré l'avis contraire de son père et de son frère. Ces derniers pensent qu'en tant qu'aîné, il devrait rester au manoir afin de montrer sa fidélité au roi George ; et que c'est plutôt à Henry de s'engager auprès des jacobites. James scelle son destin et celui des Durrisdeer en allant malgré tout combattre aux côtés du prince Charles. Le 16 avril 1746, la célèbre bataille de Culloden voit l’écrasement de la rébellion jacobite et James est présumé mort. Ayant en fait survécu, le Maître conçoit alors une haine féroce à l'encontre de Henry, auquel il reproche sa disgrâce et la spoliation de ses biens. Dès lors, et tout au long de son existence, James n'aura de cesse de persécuter son frère. Au début, Henry endurera toutes les humiliations. Puis il finira dévoré par cette même haine qui anime son frère. L'ultime confrontation se terminera tragiquement, au cœur de la forêt sauvage des Adirondacks.

## Thèmes
- Six ans après la publication de L'Île au trésor (Treasure Island, 1883) et trois ans après celle de L'Étrange Cas du docteur Jekyll et de M. Hyde (Strange Case of Dr Jekyll and Mr Hyde, 1886), Stevenson reprend ici tous les thèmes ayant contribué au succès de ces deux ouvrages.
- Les prénoms des deux frères ennemis forment un hommage de la part de Stevenson à son grand ami, l'écrivain Henry James.

## Publication
L'édition originale contenait ce que Stevenson qualifia lui-même de « bourde inconcevable », d'« exagération à faire frémir Hugo ». En effet, à l'issue du duel entre les deux frères (chapitre V), Mrs Henry enfonçait jusqu'à la garde l'épée de son mari dans le sol gelé. Dans une lettre adressée à Marcel Schwob, Stevenson demande au traducteur de corriger ce passage afin de le rendre plus plausible.

## Accueil critique
Après L’Étrange Cas du Dr Jekyll et de Mr Hyde qui l’a consacré en 1886, Stevenson publie cinq livres d’un retentissement moindre, donnant à penser que son talent décline. Le Maître de Ballantrae est salué comme un brillant retour : on retrouve le suspense et l’exotisme de L’Île au trésor, la complexité psychologique de Dr Jekyll et Mr Hyde, et surtout un remarquable art de la construction du récit. Peu connu du grand public, ce livre contiendrait, selon les critiques, les scènes les plus puissantes jamais écrites par Stevenson. Le Maître de Ballantrae est généralement considéré comme le chef-d’œuvre de son auteur — exception faite des derniers chapitres, que la critique anglaise a dénoncés pour faibles et invraisemblables. The Times estime que peu de livres approchent à ce point de la perfection. Henry James partage cet enthousiasme, affirmant dans une lettre à l’auteur que ce « pur joyau » lui aurait procuré « l’émoi le plus intense » de sa vie littéraire. [Ces références datent de l'époque où le roman est sorti. En réalité, Stevenson a écrit d'autres choses par la suite. Au moment de sa mort, son chef-d’œuvre, de son propre aveu, était Catriona. Hermiston, s'il avait été achevé aurait certainement détrôné Catriona. Donc Ballantrae n'est pas son chef-d’œuvre...][réf. nécessaire]
André Gide se plaint d’avoir du mal à en achever la lecture : « Curieux livre, où tout est excellent, mais hétérogène, au point qu’il semble la carte d’échantillons de tout ce où peut exceller Stevenson ». Il dit relire Le Maître de Ballantrae lors de son voyage au Congo.
Certains critiques dénoncent le côté sombre du livre, parfois à la limite du morbide. D’autres, au contraire, sont sensibles à la dimension nouvelle que confère au roman d’aventures l’apport du tragique.
Bertolt Brecht souligne l’extraordinaire originalité de la narration. Par exemple, le personnage central (le Maître de Ballantrae) nous est surtout connu par le témoignage d’une personne qui lui est profondément hostile (l’intendant MacKellar, narrateur principal). Autre originalité, on sait qu’un roman d’aventures vit exclusivement de la sympathie que le lecteur éprouve pour l’aventurier. Or, ici, la sympathie est très péniblement acquise.
Enfin, le cheminement du narrateur ne laisse pas les critiques indifférents. À la première page de son récit, l'intendant MacKellar affirme écrire dans le but de réhabiliter Henry, le plus jeune des frères, la victime. Et, en effet, dans la plus grande partie du livre, il prend résolument le parti de Henry : on le voit longtemps batailler, homme de raison, contre l’aveuglement passionnel du père et de l’épouse, subjugués par le criminel. Puis MacKellar se laisse prendre lui aussi, peu à peu, au charme pervers de l’aîné. Et les deux épitaphes qu’il dédie aux deux frères, à la dernière page, ne laissent aucun doute sur la transformation qui s’est opérée en lui. Comme le dit Michel Le Bris, parlant de la théorie littéraire de Stevenson : « Il ne s'agit pas d'interpréter autrui, mais de manifester l'évidence de son étrangeté, étrangeté constitutive de votre propre mystère. Car vous écrivez toujours sur l'étranger qui est en vous... c'est peut-être même l'étranger qui est en vous qui écrit ! ».

## Adaptations

### Sur les écrans
- Le roman a été adapté au cinéma en 1953 dans le film américano-britannique Le Vagabond des mers (The Master of Ballantrae), réalisé par William Keighley, avec Errol Flynn dans le rôle-titre.
- Il a été adapté pour la télévision française (ORTF) par André Josset. Réalisé par Abder Isker, ce téléfilm en deux parties avait pour principaux interprètes Georges Descrières, Paul Guers, Maurice Chevit et Christiane Minazzoli. Sa première diffusion remonte à décembre 1963. On peut se le procurer sur le site de l'Ina.
- Il a été adapté à nouveau pour la télévision française (TF1) en 1990[12].
- Il a fait l'objet d'une production anglo-américaine pour la télévision en 1984, dirigée par Douglas Hilcox, avec Michael York (James), Richard Thomas (Henry) et John Gielguld (Lord Durrisdeer).
- Antonin Artaud avait projeté en 1929 d'en tirer un film, dont il a rédigé le scénario[13].

### En bandes dessinées
- Il a été adapté en bande dessinée par Hippolyte à compter de 2006. Le roman paraît en deux tomes chez Denoël Graphic[14].
- Fabien Nury et Renaud Garreta ont adapté le roman de Stevenson dans leur bande dessinée Le Maître de Benson Gate, publiée chez Dargaud, transposant le contexte de l'œuvre à l'Amérique des années 1910-1920 et plaçant les deux frères, Calder (James) et Richard (Henry), en lutte pour un empire pétrolier.

## Liens
- Le Maître de Ballantrae  (trad. Théo Varlet)   (Wikisource)